# Lill-Grasan
Lill-Grasan är en sjö i Vilhelmina kommun i Lappland och ingår i Ångermanälvens huvudavrinningsområde. Sjön har en area på 0,459 kvadratkilometer och ligger 776,1 meter över havet. Lill-Grasan ligger i Vardo- Laster- och Fjällfjällen Natura 2000-område.

## Delavrinningsområde
Lill-Grasan ingår i det delavrinningsområde (723019-145566) som SMHI kallar för Utloppet av Lill-Grasan. Medelhöjden är 876 meter över havet och ytan är 11,46 kvadratkilometer. Det finns inga avrinningsområden uppströms utan avrinningsområdet är högsta punkten. Vattendraget som avvattnar avrinningsområdet har biflödesordning 3, vilket innebär att vattnet flödar genom totalt 3 vattendrag innan det når havet efter 406 kilometer. Avrinningsområdet består mestadels av kalfjäll (88 procent). Avrinningsområdet har 0,46 kvadratkilometer vattenytor vilket ger det en sjöprocent på 4 procent.